# Collipulli (kommun)
Collipulli är en kommun i Chile.   Den ligger i provinsen Provincia de Malleco och regionen Región de la Araucanía, i den södra delen av landet, 500 km söder om huvudstaden Santiago de Chile.
I omgivningarna runt Collipulli växer i huvudsak städsegrön lövskog. Runt Collipulli är det glesbefolkat, med 18 invånare per kvadratkilometer.